# Felsen-Fetthenne

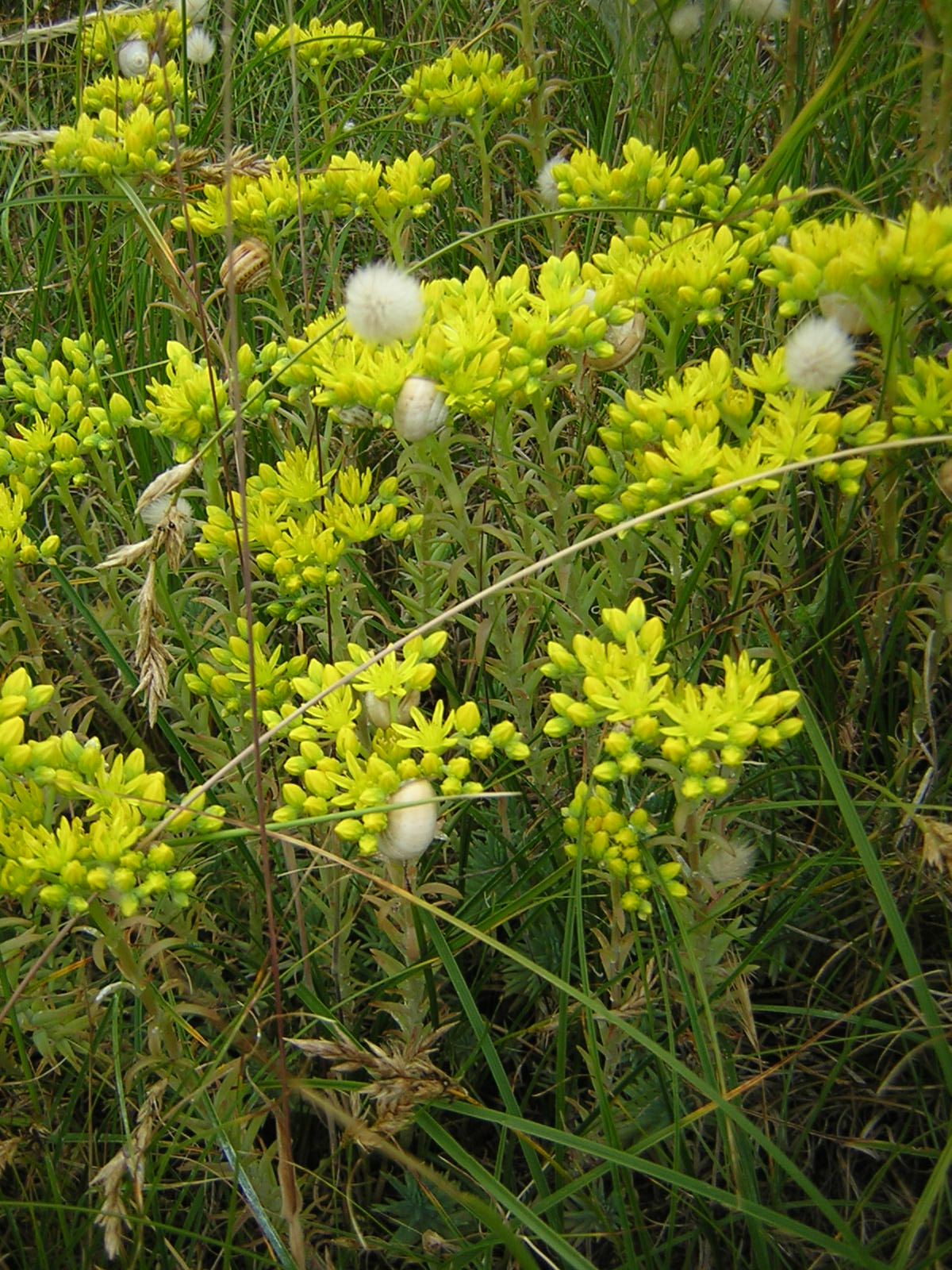
Felsen-Fetthenne (Sedum rupestre)

Die Felsen-Fetthenne (Sedum rupestre L., Syn.: Petrosedum reflexum (L.) Grulich, Sedum reflexum L.), auch Tripmadam oder Felsen-Mauerpfeffer genannt, gehört zur Gattung der Fetthennen (Sedum) innerhalb der Familie der Dickblattgewächse (Crassulaceae). Die Felsen-Fetthenne wird in Gärten und auch auf Gräbern angepflanzt.

## Beschreibung
Die Felsen-Fetthenne ist eine mehrjährige krautige Pflanze, die Wuchshöhen von 10–20 cm erreicht. Die sterilen Stängel haben mehr oder weniger kegelförmige Enden. Die stachelspitzigen Laubblätter der sterilen Stängel sind an den Enden nicht auffällig rosettig gehäuft und über 1,5 mm dick.
Im ästigen, anfangs nickenden, doldentraubigen Blütenstand stehen bis zu 50 Blüten zusammen. Ihr Blütenstand ist bis in die letzten Verzweigungen mit schuppenförmigen Tragblättern durchsetzt. Die zwittrigen, radiärsymmetrischen, sechszähligen Blüten weisen einen Durchmesser von etwa 12 mm auf. Ihre goldgelben Kronblätter sind 6 bis 7 mm lang und damit zwei- bis dreimal so lang wie die 3 bis 4 mm langen Kelchblätter. Die aufrechten Balgfrüchte werden bei Reife gelb.

## Ökologie
Die Felsen-Fetthenne ist ein krautiger Chamaephyt. Die Bestäubung erfolgt durch Insekten (Diptera, Hymenoptera). Die Samen werden oft von Wasser (Regentropfen) aus den Balgfrüchten herausgeschwemmt. Zuweilen brechen Sprossteile ab und bewurzeln anderswo.
Sie ist eine Futterpflanze für den Roten Apollo (Parnassius apollo) und für den Nachtfalter Acronicta euphorbiae.

## Standorte
Man findet die Felsen-Fetthenne ziemlich häufig in lichten Pioniergesellschaften, auf Dünen und Felsköpfen, in lückigen Felsrasen, auf Mauerkronen, an Dämmen, in Feinschutthalden oder felsigen Eichenwäldern.
Nach Ellenberg ist sie eine Halblichtpflanze, ein Mäßigwärmezeiger, mit subozeanischem Verbreitungsgebiet, ein Mäßigsäurezeiger, stickstoffärmste Standorte anzeigend und eine Ordnungscharakterart wärmeliebender Sandrasen (Festuco-Sedetalia). Sie kommt aber auch in Gesellschaften des Verbands Quercion roboris vor. In den Allgäuer Alpen steigt sie bis zu 1200 Metern Meereshöhe auf.
Die Art kommt in Deutschland sowohl indigen als auch kultiviert, daraus verwildert und oft fest eingebürgert vor. Wegen ihrer lang zurückreichenden Kultur ist oft nicht entscheidbar, ob ihre Vorkommen natürlich sind.
Die ökologischen Zeigerwerte nach Landolt et al. 2010 sind in der Schweiz: Feuchtezahl F = 1+w+ (trocken aber stark wechselnd), Lichtzahl L = 4 (hell), Reaktionszahl R = 3 (schwach sauer bis neutral), Temperaturzahl T = 4+ (warm-kollin), Nährstoffzahl N = 2 (nährstoffarm), Kontinentalitätszahl K = 4 (subkontinental).

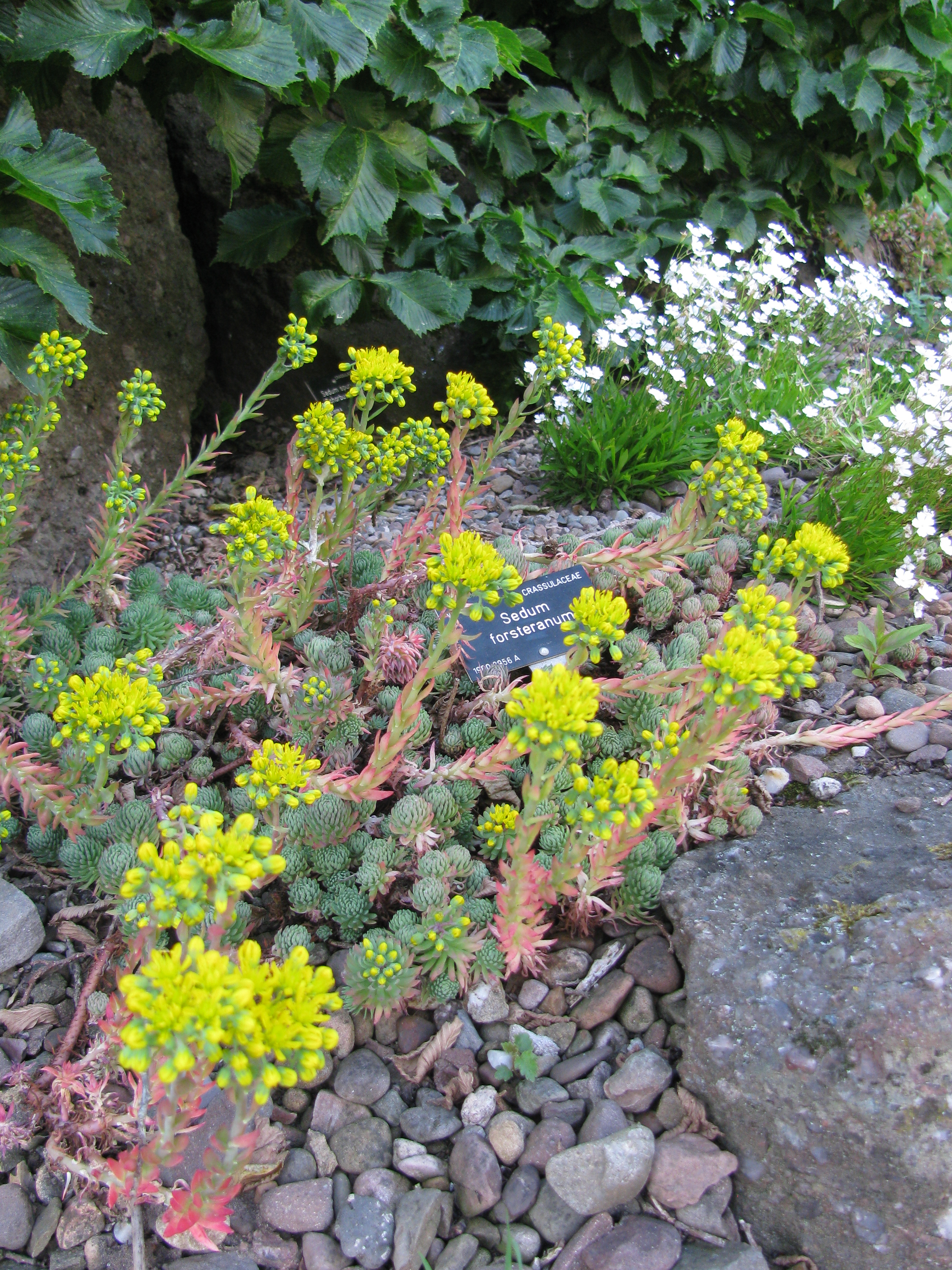
Zierliche Fetthenne (Sedum rupestre subsp. forsterianum)

## Systematik
H. 't Hart, J. M. Sandbrink, I. Csikos, A. van Ooyen und J. van Brederode untersuchten 1992 den polyploiden Charakter von Sedum rupestre und fanden einige Unterarten:
- Sedum rupestre subsp. rupestre: Die Chromosomenzahl ist 2n = 112
- Sedum rupestre subsp. erectum t'Hart: Die Chromosomenzahl ist 2n = 64
- Zierliche Fetthenne, auch Zierliche Steinfetthenne genannt (Sedum rupestre subsp. forsterianum (Sm.) R.L. Evans; Syn.: Sedum forsterianum Sm., Petrosedum forsterianum (Sm.) Grulich): Die Chromosomenzahl ist 2n = 48. Sie wird von Euro+Med auch als eigenständige Art angesehen.[8] Sie kommt vor in Marokko, Portugal, Spanien, Andorra, Frankreich, Belgien, Luxemburg, in den Niederlanden, Deutschland, in der Schweiz und in Großbritannien. Auf den Azoren ist die Ursprünglichkeit zweifelhaft, in Norwegen, Schweden und Irland ist die Art ein Neophyt.[8]

## Verwendung
Tripmadam spielt eine Rolle als säuerlich schmeckendes Küchenkraut für Suppen oder Salate und wird in Garten- und Supermärkten gelegentlich zu diesem Zweck angeboten. Sie wird in diesen Fällen auch als „Grüne Tripmadam“ bezeichnet.